# الهداف (جريدة جزائرية)
جريدة الهداف  هي جريدة يومية رياضية جزائرية، وهي جريدة كل محبي كرة القدم، تصدر عن شركة EXA لها عدة فروع مثل: الهداف الدولي ولوبيتور (باللغة الفرنسية) Le buteur. وهي أول جريدة رياضية جزائرية على شبكة الأنترنت، رئيس تحريرها السيد إسماعيل مرازقة.
تهدف إلى تسليط الضوء على كل المنافسات الرياضية والرياضة في الجزائر والوطن العربي ونقل الأخبار الرياضية والمحترفين الجزائريين في المهجر.

## أفضل لاعب عربي في العام
- 2007: محمد أبو تريكة
- 2008: محمد أبو تريكة
- 2009: مجيد بوقرة
- 2010: محمد زيدان
- 2011: عادل تاعرابت
- 2012: محمد أبو تريكة
- 2013: محمد صلاح[1]
- 2014: ياسين إبراهيمي[2]
- 2015: المهدي بن عطية
- 2016: رياض محرز[3]
- 2017: محمد صلاح
- 2018: محمد صلاح

## أفضل لاعب في العالم
| العام | الاعب             |
| ----- | ----------------- |
| 2013  | كريستيانو رونالدو |
| 2014  | كريستيانو رونالدو |
| 2015  | ليونيل ميسي       |
| 2016  | كريستيانو رونالدو |
| 2018  | لوكا مودريتش      |
| 2019  | فيرجيل فان دايك   |
| 2020  | روبرت ليفاندوفسكي |

## جائزة أفضل رياضي في العالم
| العام | رجال            | الرياضة   | سيدات          | الرياضة |
| ----- | --------------- | --------- | -------------- | ------- |
| 2015  | نوفاك دجوكوفيتش | التنس     | سيرينا ويليامز | التنس   |
| 2018  | أحمد أبو غوش    | تايكواندو | سيرينا ويليامز | التتس   |

## وصلات خارجية
- الموقع الرسمي لجريدة الهداف.
- الموقع الرسمي لجريدة الهداف بلوس.
- الموقع الرسمي لجريدة الهداف ويكند.
- الموقع الرسمي لجريدة لوبيتور le Buteur.